# Neoamerioppia phoretica
Neoamerioppia phoretica är en kvalsterart som först beskrevs av Franklin och Woas 1992.  Neoamerioppia phoretica ingår i släktet Neoamerioppia och familjen Oppiidae. Inga underarter finns listade i Catalogue of Life.